# KONI Challenge Series
De KONI Challenge Series (ook wel de Grand-Am Cup) is een toerwagencompetitie, georganiseerd door de Grand-Am.

## Geschiedenis
De competitie begon in 1997 in Canada als de Motorola Cup en werd overgenomen door Grand-Am in 2001. Koni werd de hoofdsponsor van het kampioenschap in 2007.
De competitie is sterk veranderd over de jaren; er zijn nu twee afdelingen: Grand Sport (GS) voor grote V6- of V8-sportauto's en Street Tuner (ST) voor V4- of V6-coupés met voorwielaandrijving. De races van beide klassen worden op dezelfde tijd geracet.
Het kampioenschap is een supportrace van de grotere Rolex Sports Car Series, eveneens georganiseerd door Grand-Am.